# Altes Kurhaus Aachen

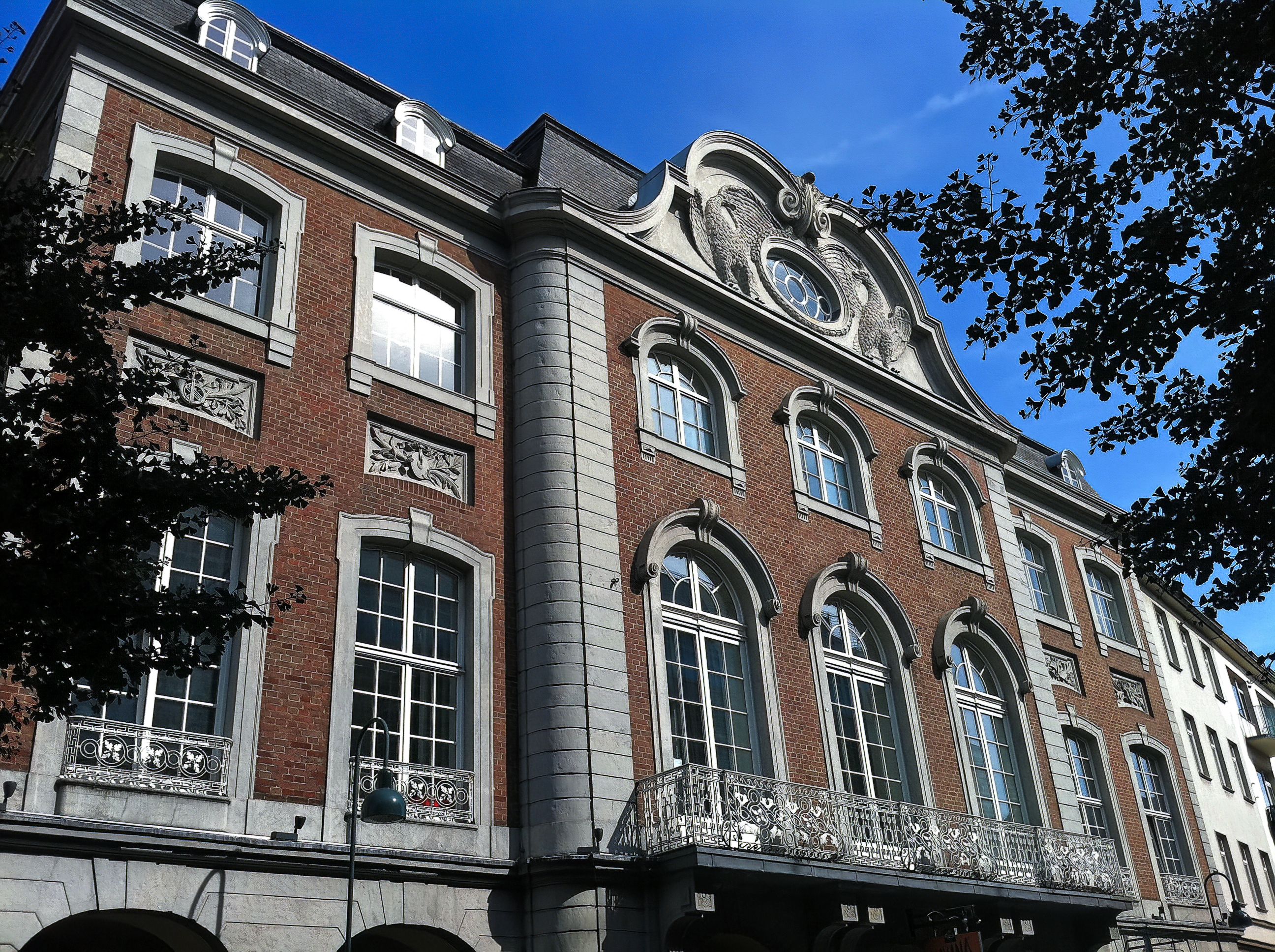
Altes Kurhaus in Aachen, Fassade Komphausbadstraße

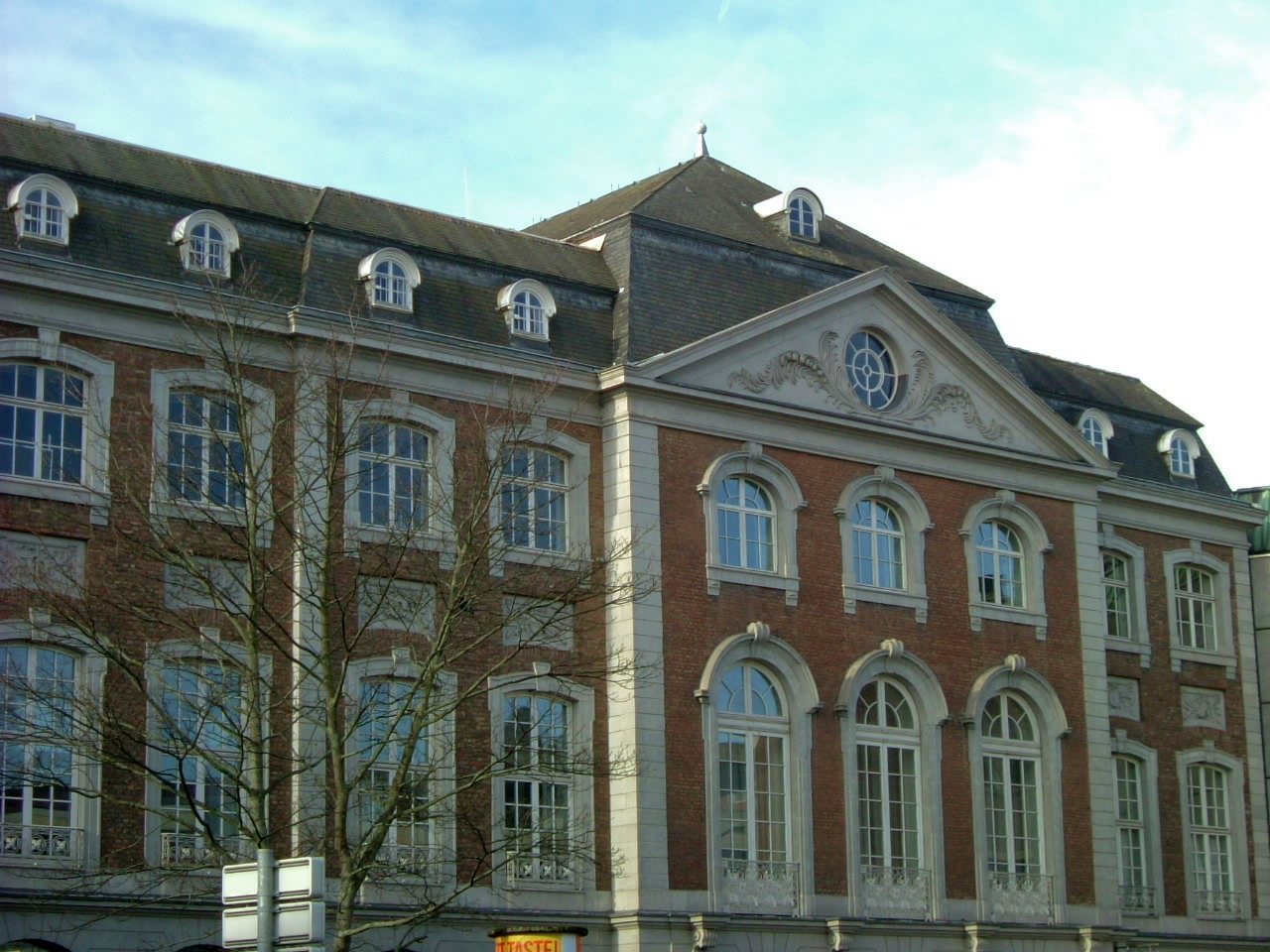
„Gartenfassade“ des Alten Kurhauses, heute Kurhausstraße

Das Alte Kurhaus von Aachen wurde zwischen 1782 und 1786 nach Entwürfen von Jakob Couven in der Komphausbadstraße 19 als Neue Redoute und Ergänzungsbau zur benachbarten Alten Redoute Aachen mit der Hausnummer 11 errichtet. Im Gegensatz zum Alten Kurhaus wird das 1916 eingeweihte Kurhaus an der Monheimsallee 44 als Neues Kurhaus Aachen bezeichnet, das bis zum 11. Juni 2015 auch die Spielbank Aachen beherbergte.
Am 14. Juli 1943 ist bei einem Bombenangriff das Kurhaus ausgebrannt. In den Jahren 1965 bis 1969 wurde unter Leitung des Aachener Stadtkonservators Hans Königs ein Teil des Alten Kurhauses mit dem Ballsaal wiederaufgebaut. Der Gartenflügel mit dem großen Konzertsaal musste einer neuen Straßenführung weichen und wurde abgerissen. Den Verlauf des ehemaligen Gebäudeflügels markiert heute die sogenannte Klangbrücke. Das Gebäude steht seit 1985 unter Denkmalschutz.
Die Neue Redoute gilt heute als ein bedeutendes Kurgebäude des 18. Jahrhunderts. Die Redoute war das Zentrum des gesellschaftlichen Kurlebens. Der funktionell gegliederte Bau wird als einer der wichtigen Vorläufer für die populären Kurhäuser des 19. Jahrhunderts angesehen.

## Geschichte
Als die Neue Redoute geplant wurde, bestand der Kurbezirk an der Komphausbadstraße schon ca. 100 Jahre. Das große Kurgebäude war also nicht von Anfang an Teil des baulichen Gesamtkonzepts. Der Bau der Redoute wurde notwendig, da seit der Mitte des 18. Jahrhunderts – u. a. infolge des Siebenjährigen Krieges – die Kurgästezahlen in Aachen stetig zurückgingen. Darüber hinaus wurden vor allem in Bath in England und im belgischen Spa große städtebauliche Anstrengungen unternommen, um insbesondere zahlungskräftige Kurgäste anzulocken. Aachens größte Attraktion bestand vor allem in der Vielzahl der Möglichkeiten, Glücksspiel zu betreiben. Die Stadt beabsichtigte, mit dem Neubau der Redoute für die auswärtigen Kurgäste einen neuen Anziehungspunkt zu schaffen, und erhoffte sich reichlich Steuereinnahmen und Einnahmen aus der Verpachtung der Spielbank Aachen.
Die Planung des Kurgebäudes geht auf Jakob Couven zurück. Jakob Couven war Sohn des 1763 verstorbenen Aachener Stadtarchitekten Johann Josef Couven. Am 30. August 1782 wurde per Ratsbeschluss der Grund- und Aufriss des Entwurfs von Jakob Couven zur sofortigen Ausführung bewilligt. Als ursprüngliche Bauzeit für das Kurgebäude waren zwei Jahre vorgesehen. Couven erhielt die Bauaufsicht, Bauunternehmer Johann Joseph Scheins wurde mit der Bauausführung betraut.

### Baugelände und Grundsteinlegung

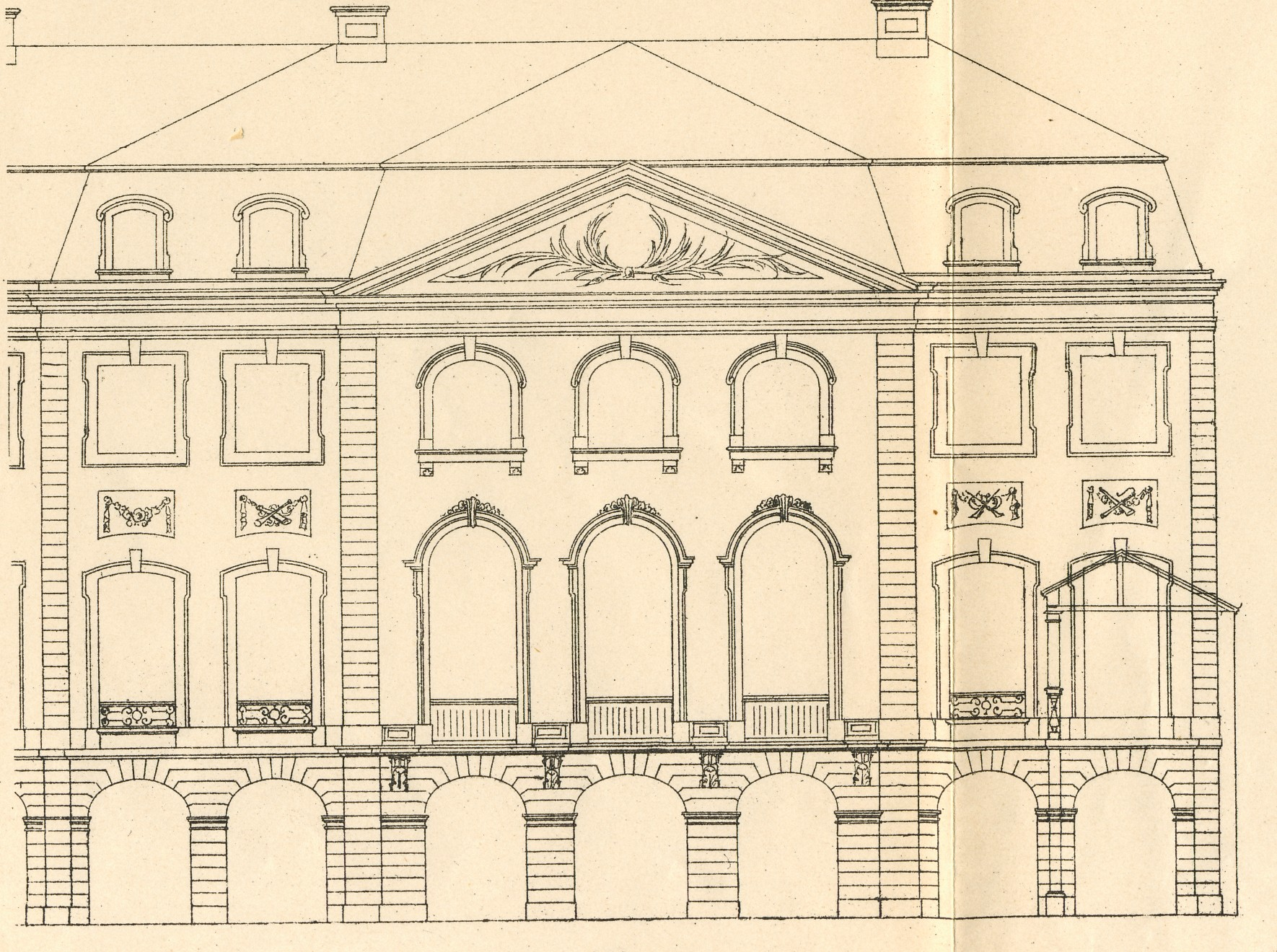
Gartenfassade der Redoute von Jakob Couven 1782

Die Neue Redoute (frz. Ballsaal) wurde anstelle des 1780 abgerissenen zweigeschossigen Galeriegebäudes erbaut, das unter anderem auch die städtische Buchdruckerei beherbergte. 1809 befindet sich die Stadtbuchdruckerei Müller, die Spedition der Allgemeinen Zeitung, in der Marschierstraße 1148. Die tauglichen Spolien sollten gemäß der Anordnung des Rats der Stadt Aachen für den Neubau verwendet werden. Die Grundsteinlegung erfolgte am 13. September 1782. Als Baumaterial für das Fundament waren nach einem Beschluss des Stadtrates Sandsteine aus der Steinkuhle (Steinkaul) vor dem Adalbertstor vorgesehen. Darüber hinaus wurden Bruchsteine verwendet, die aus dem Abriss von Teilen der Aachener Stadtmauer, u. a. des Besteder Mitteltores stammten. Der teure Neubau war unter der Aachener Bevölkerung sehr umstritten und gab u. a. Anlass zu folgender Glosse:

„Für 10.000 Taler Bäumen / lässt man aus dem Walde räumen, Mauern lässt man niederreissen, Türme übern Haufen schmeissen, Dies alles zum Redoutensaal. / Beachtet solches doch einmal. Was hat die Stadt dabei für Nutzen?/ Nichts als einen Platz zu putzen, den der hohe Magistrat / für zwei Louisdor verkauft hat. Itzt kommt der Redoutenmann / und steht beim hohen Rate an: Zeigt eine Obligation / von einer sicheren Standsperson, wofür die Stadt soll Bürge sein / und dieses willigt man auch schon ein, ohne einmal zuzusehen, / wie es uns nachher wird gehen. Was liegt dem Bürgermeister dran, / wenn er für sich nur wuchern kann, ob er verkauft die ganze Stadt, weil er kein Saustall drinnen hat? Aber spricht man von Laternen, / um Dieb und Mörder zu entfernen, spricht man von Sicherheit und von ein Spinnhaus bauen lassen. Ja, das kann die Kass nicht dulden, / die arme Stadt hat zu viel Schulden, und gibt zu dem Redoutensaal / 10.000 Taler Kapital.“

### Jakob Couvens Monumentalbau

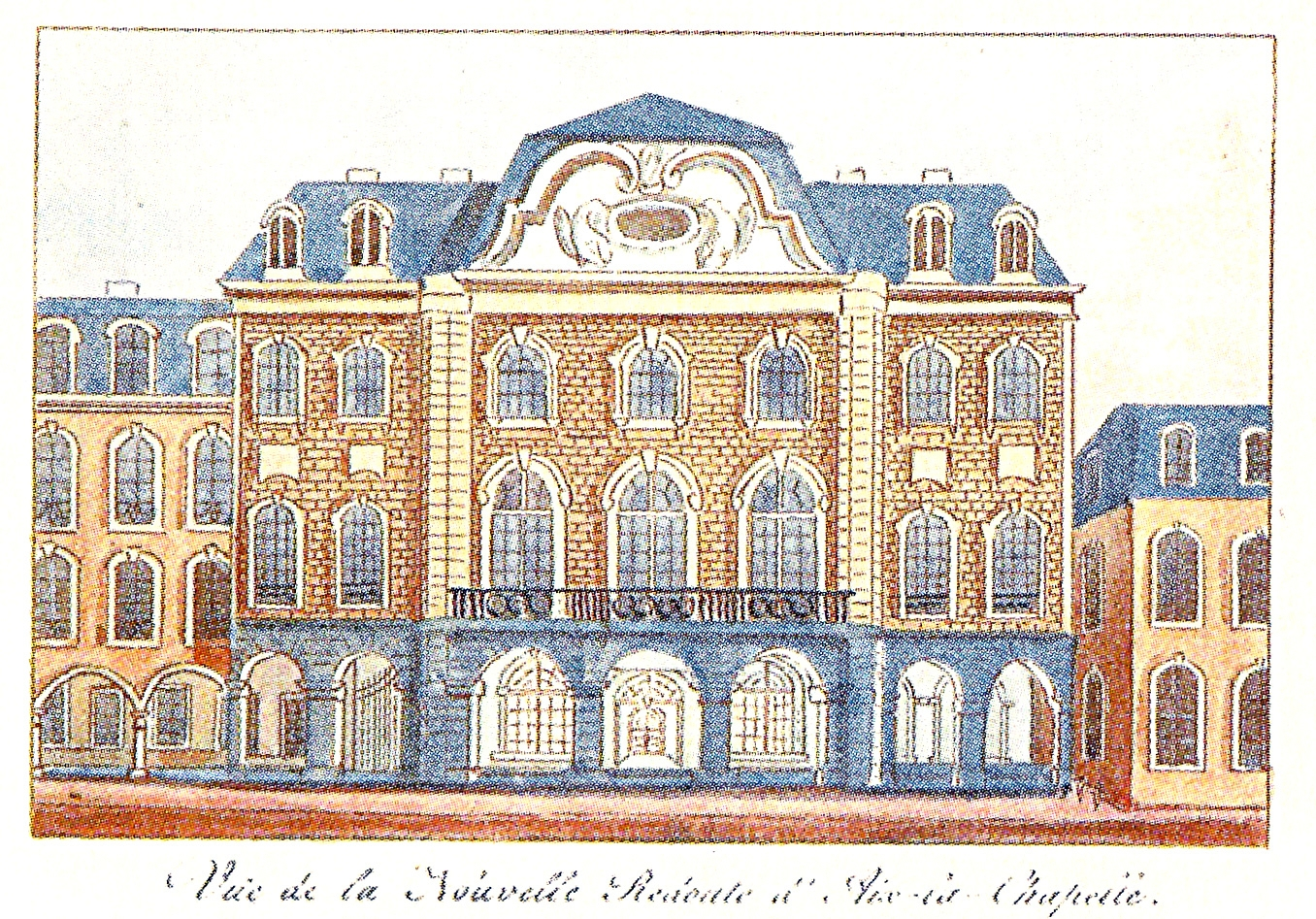
Kupferstich der Neuen Redoute um 1815

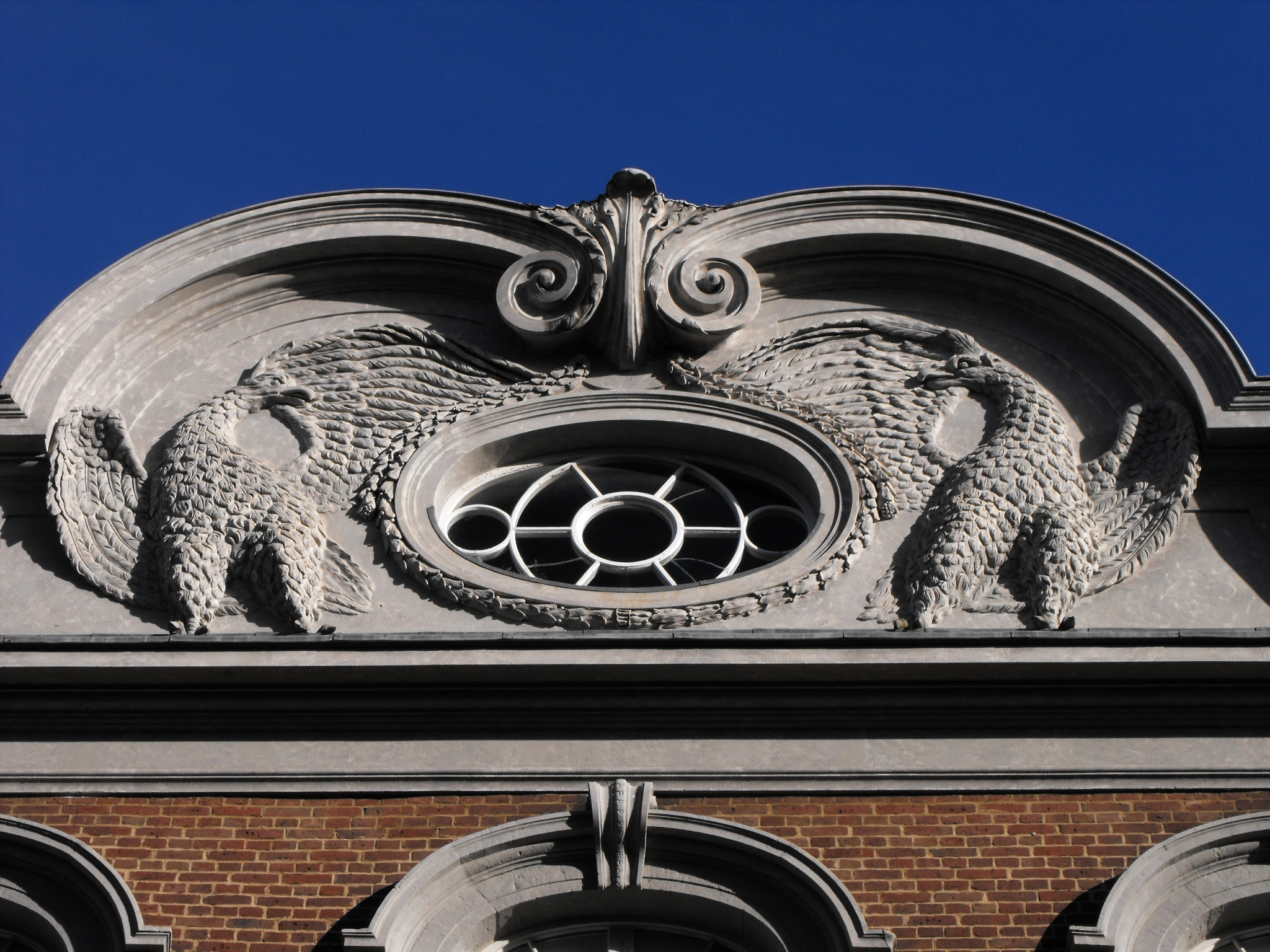
Detail des Frontgiebels des Alten Kurhauses

Die Redoute war Jakob Couvens einziger Monumentalbau. Die Architektur des Gebäudes dokumentiert im Schaffen Couvens den Übergang von einem barocken Formenvokabular zum Louis-seize Stil. Über drei Geschosse präsentiert sich der siebenachsige Couven-Bau mit dreiachsigem Risalit, Balkon mit schmiedeeisernem Gitter, der Bel Etage und geschweiftem Giebelprofil, dessen Schmucklisene die Fenstergiebelform in geschwungener Variation aufgreift. Ein Fensteroval mit zwei flankierenden Adlern stellt den Giebelschmuck dar. Charakteristisch für die Bauweise Couvens sind die kleineren Fenster im zweiten Stock und der mit einem gekurvten Giebel bekrönte Mittelrisalit. Die Ecken des hohen Mansard-Walmdachs gehen beim Mittelbau (mit Zeltdach) in das Hauptgesims über. Die Eingangshalle des Gebäudes öffnete sich in die Arkaden zur Komphausbadstraße hin. Den Thermalwassertrinkbrunnen verlegte Couven in die Arkaden der Gartenseite. Der Marienbrunnen hatte sich bis zu dieser Zeit in der Komphausbadstraße befunden. Der sich anschließende Kurgarten wurde in der Folgezeit auch für Ausstellungen und gewerbliche Messen genutzt. Anstelle des großen Balkons brachte Couven auf der Gartenseite vier Konsolen für Statuen an. Den geradlinigen Risalitgiebel dekorieren vier Palmwedel. Im Gegensatz zu den heutigen Musikreliefs hatte Couven die rechteckigen Schmuckflächen mit einem drapierten Tuch verziert. Die erste Etage ist durch die Anlage von Rundbogenfenstern charakterisiert, während in der zweiten Etage niedrigere, elliptische Bogenfenster vorzufinden sind. Bei der zurückgesetzten Fassade führte Couven in der ersten Etage Stichbogenfenster sowie geradlinige Sturzquader in der zweiten Etage aus. Darüber hinaus erhielten die Risalitfenster eine Bekrönung. Zwischen den Geschossen der Rücklage schmücken fensterbreite Reliefs mit der Darstellung diverser Musikinstrumente die Fassade.

### Ballsaal

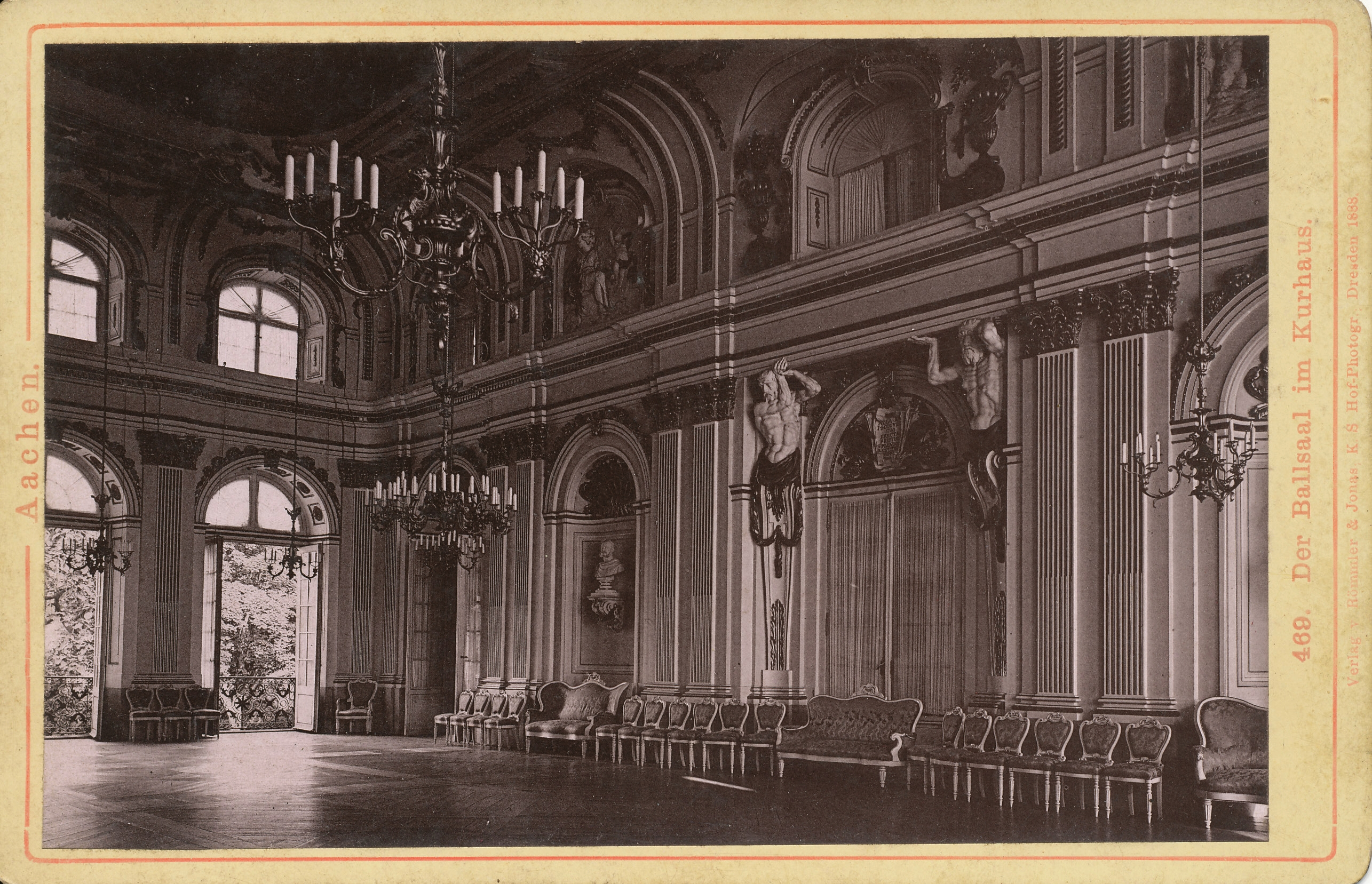
Ballsaal des Alten Kurhauses um 1905

Der sich im hinter den Fenstern des Risalits befindliche 24 × 11 Meter große Ballsaal, erstreckt sich über das erste und zweite Obergeschoss. Der Saal bietet heute für bis zu 340 Personen Platz. Die heutige Stuckausstattung des Ballsaals ist eine Nachbildung der 1960er Jahre, da das Alte Kurhaus im Zweiten Weltkrieg am 14. Juli 1943 fast vollständig bis auf einige Umfassungsmauern zerstört wurde.
Praeklassizistische Stuckornamente kleiden den Innenraum aus. Der untere Teil ist durch Nischen und korinthisch kannelierte Doppelpilaster gegliedert. Im Ballsaal waren in den Nischen Anfang des 20. Jahrhunderts auf der einen Seite Marmorbüsten aufgestellt, während auf der anderen Seite runde, verzierte Eisenöfen zur Beheizung des Raumes beitrugen.
Eine flache Decke auf zwei großen Hohlkehlen bildet den oberen Abschluss dieses Festsaales. Der Ballsaal war eines der schönsten rheinischen Gesamtkunstwerke von Architektur, Bildhauerei und Malerei der zweiten Hälfte des 18. Jahrhunderts. Die Innendekorationen stammten von Stuckateur Würth und Petrus Nicolaas Gagini.
Nach der Wiederherstellung im Jahr 1967 ist das weiße Stuckwerk der einzige Schmuck des Ballsaals, während vor der Zerstörung auch großformatige Gemälde die Decke zierten. Bei einer Restaurierung im Jahr 1885 waren zudem zur Akzentuierung des Raumkunstwerkes zahlreiche Goldverzierungen angebracht worden.

#### Stuckaturen

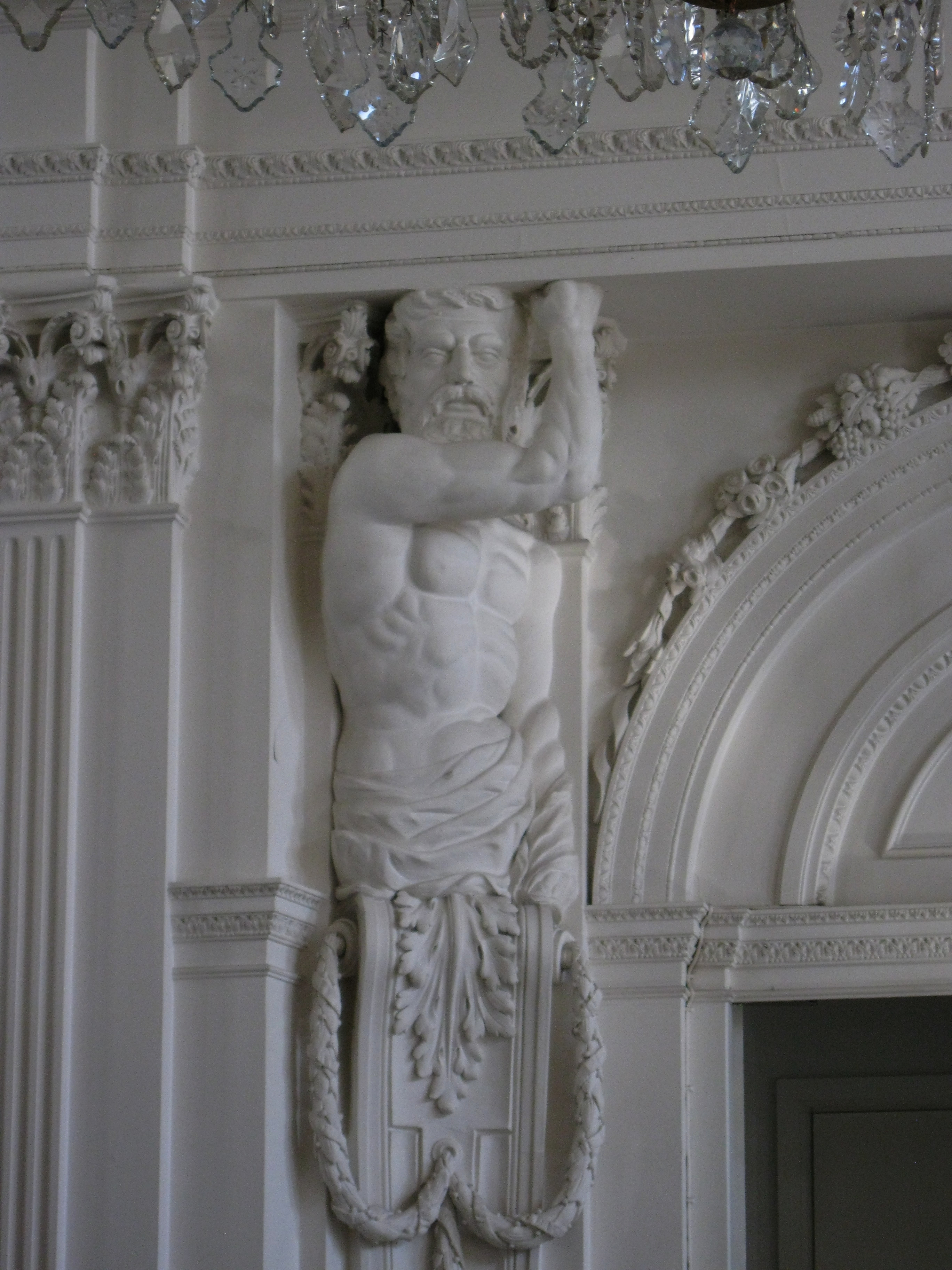
Atlasfigur am Eingang zum Ballsaal

Über dem Eingangs-Portal im Supraporte-Relief, umrahmt von zwei Adlern, ist heute folgende Inschrift zu lesen:
VON JAKOB COUVEN
ERBAUT 1785
ZERSTÖRT 1943
WIEDER
HERGESTELLT
1967
Die beiden Eingänge, welche sich an den jeweiligen Saallangseiten befinden, werden von je zwei Atlanten seitlich flankiert. Diese wachsen aus pilasterartig nach unten verjüngenden Architekturelementen empor und tragen das Gebälk zwischen der ersten und zweiten Etage. Das Tragemotiv variiert bei jeder Figur. Die Tragesymbolik setzt sich in den mit korinthischen Kapitellen und Kannelierung charakterisierten Doppel-Pilastern der Wandgliederung fort. Im oberen Teil des Ballsaals befinden sich zwölf Fenster, an den Längsseiten von vier großen Reliefbildern in Blendfeldern unterbrochen. Die Blendfelder beinhalten Hochreliefs mit den Darstellungen von Jupiter, Juno, Ceres und Pluton in Form von mythologischen Figurengruppen. Die Lünetten über den Eingangstüren sind mit zahlreichen Putten dekoriert.

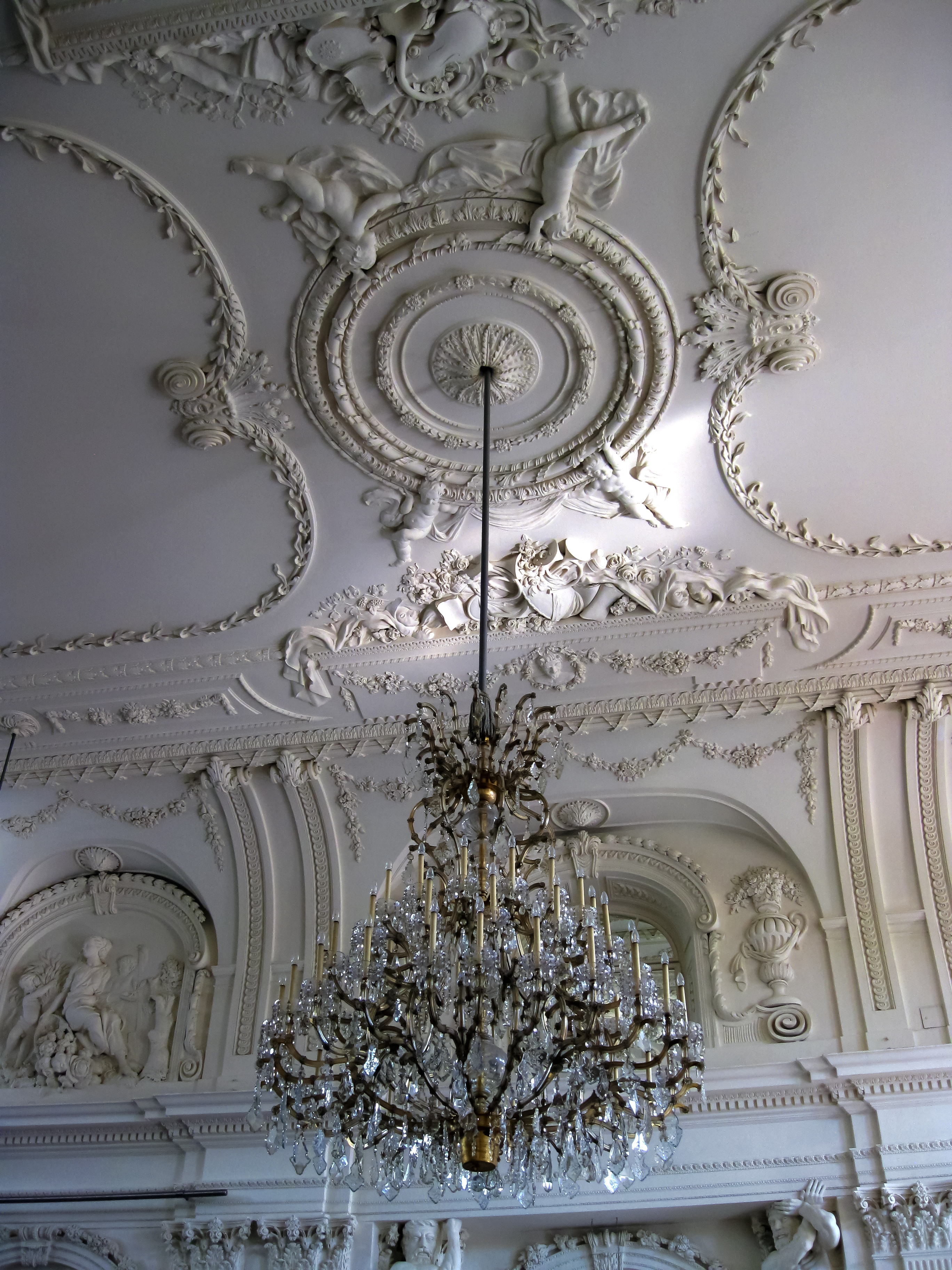
Leuchter im Ballsaal des Alten Kurhauses

In dem Deckenbereich über den Atlanten finden sich detailreiche Ausschmückungsfelder mit Musikinstrumenten, Hermesstab und Masken, die unter den stilisierten Stoffdrapierungen hervorschauen. Die flache Decke ist in zwei große abgerundete Rechteckfelder gegliedert. In der Mitte hängt der zentrale Kristallleuchter umgeben von vier großen Putten. Die innere Einfassung der Rechtecke bilden ineinander gesteckte Kallas-Blüten, die äußere verschiedene Rundleisten. Die vier Decken-Ecken schmücken entsprechend dem zeitgemäßen Bildprogramm die Porträts der Musiker Wolfgang Amadeus Mozart, Christoph Willibald Gluck, Johann Sebastian Bach und Georg Friedrich Händel, jeweils umgeben von Putten und floralen Dekorationselementen.

### Händelsaal
Im seitlich des Ballsaales gelegenen kleineren, 36 m² großen und 5 m hohen Händelsaal befindet sich ein transloziertes Stuckrelief des italienischen Stuckateurs Petrus Nicolaas Gagini. Das 1807 geschaffene Kunstwerk zeigt ein Genre-Relief mit der Darstellung einer ländlich-bäuerlichen Idylle des fränkischen Hofes Gut Soerser Hochkirchen mit Tieren und Menschen bei der Arbeit. Die Szenerie wird von Fruchtschnüren umrahmt. Ursprünglich hat Gagini das Relief für einen Gartenpavillon des Süsterfelder Hofes Im Großen Bau geschaffen. Die gesamte Hofanlage ist 1944 zerstört worden. Reste des ursprünglich größeren, auf Lehmputz angebrachten Reliefs konnte Hans Königs 1945 bergen und im Suermondt-Museum lagern.
1968 wurde das 2,80 m hohe und 2,68 m breite Relief durch den Wiener Restaurator J. Souchill im Händelsaal angebracht. Dabei wurden einzelne Teile restauriert und die Fruchtschnüre ergänzt. Bereits 1970 wurde das wertvolle Stuckbild im Zusammenhang mit dem Einzug der Neuen Galerie durch eine Trennwand verborgen und erst bei Renovierungsarbeiten im August 2008 wiederentdeckt.

## Bauliche Erweiterungen

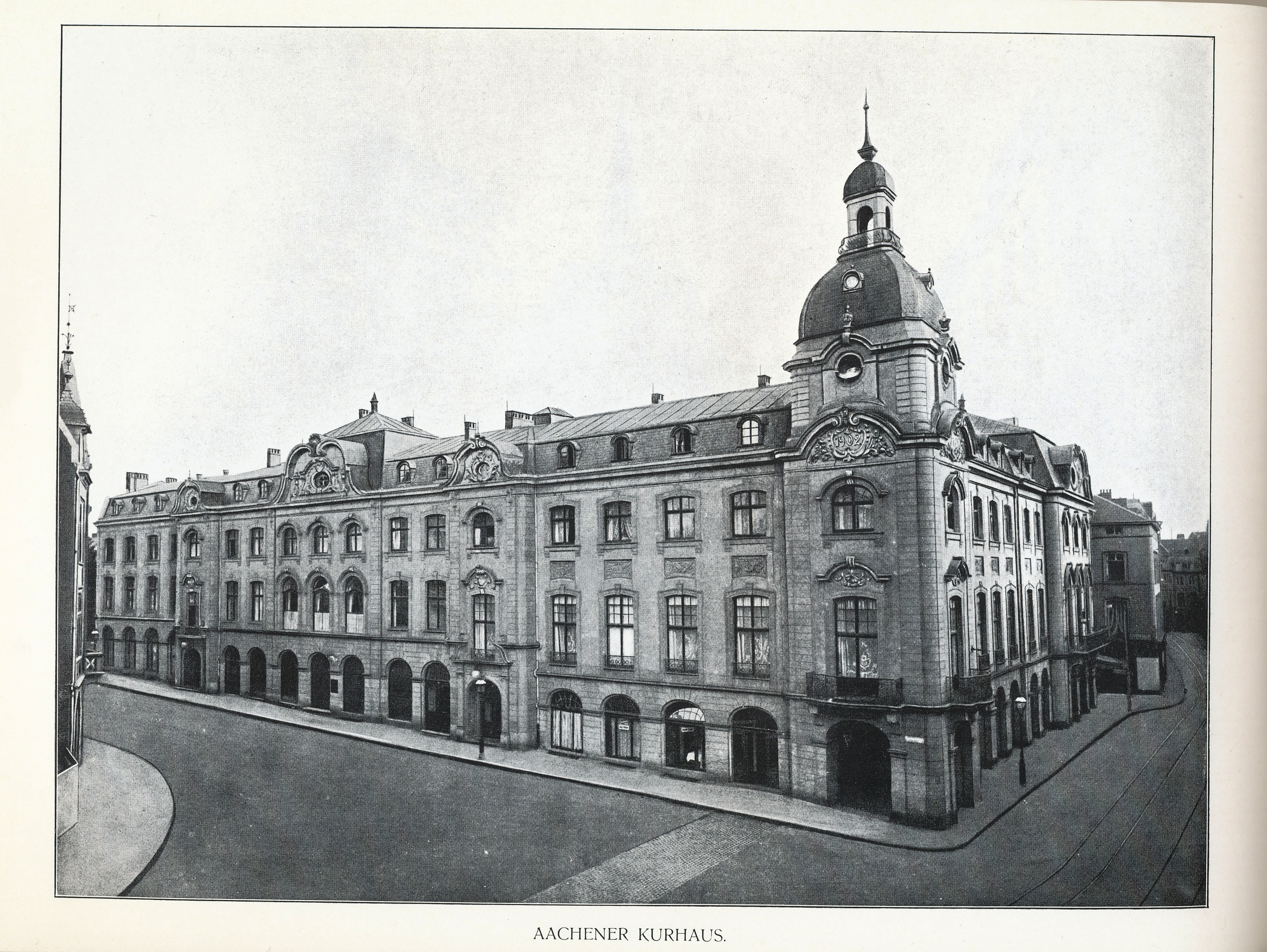
Gesamtansicht des Kurhauses nach der Erweiterung durch Josef Laurent

Das Gebäude wurde 1842 für 42.000 Thaler an die Stadt Aachen verkauft. In den Jahren 1841 bis 1843 wurde die Neue Redoute nach Plänen des Stadtbaumeisters Friedrich Joseph Ark umfassend renoviert. Dabei wurden u. a. Öfen in Vestibül und Ballsaal eingebaut, der Parkettboden im Ballsaal erneuert und die Marmorböden in Vestibül und Treppenhaus restauriert.
Eine grundlegende Erweiterung des Gebäudekomplexes wurde in den Jahren 1863 bis 1864 nach Plänen von Wilhelm Wickop, einem Aachener Architekten, durchgeführt. Der rechtwinklig an die Redoute angebaute im maurischen Stil angelegte neue Flügel stand unverbunden neben dem Couvenschen Bau. Der damalige Zugang erfolgte über die Neue Redoute oder den Kurhausgarten. Im Erdgeschoss war zum Garten hin eine Halle in gusseiserner Konstruktion vorgebaut. Zentraler Mittelpunkt des Anbaus war ein als Bühnenraum konzipierter 45 × 14 m großer Aufführungssaal, auch Großer Kursaal oder Großer Konzertsaal genannt. Am 15. Mai 1864 erfolgte die Einweihung des Saales durch das 41. Niederrheinische Musikfest. Am 8. Mai 1876 wurde eine neue Stahlhut-Orgel eingeweiht. Der Neubauflügel wird in der Folgezeit zur Residenz der Städtische Musikdirektion. Hier finden regelmäßig Orchesterproben und Aufführungen des städtischen Orchesters sowie zahlreiche Gastspiele und Musikfeste statt.
Im Jahr 1901 wurde das Gebäude erneut nach Plänen des Aachener Architekten Josef Laurent umgebaut, erweitert und beide Gebäudeteile miteinander verbunden. Die neuen Bauteile sind bis auf den Eckturm in Anlehnung an den Stil von Couvens Neuer Redoute im neobarocken Stil gehalten. Die alte, als Eisenkonstruktion ausgeführte, offene Wandelhalle zum Kurgarten hin wurde durch eine verglaste Wandelhalle im französischen Stil ersetzt. Ein geplanter zusätzlicher großer Kursaal, der 1.500 Personen fassen sollte, wurde jedoch nicht ausgeführt. In den kleineren Sälen wurden Teile der Stuckdekoration aus der abgebrochenen Alten Redoute wieder verwendet. Nach der weitgehenden Zerstörung des Kurhauses und seiner Anbauten im Jahr 1943 wurden einige Gebäudeteile 1948 behelfsmäßig instand gesetzt und provisorisch als Restaurant und Konzert-Café genutzt.
In den Jahren 1951 bis 1956 erfolgten sporadisch Ausbesserungsarbeiten an den stark verwitterten und beschädigten Umfassungswänden des Couvenschen Ballsaales, der provisorisch mit einem Behelfsdach gesichert wurde. Im Jahr 1961 wurde im Bereich um das Kurhaus eine grundlegende Fluchtlinienbegradigung durchgeführt und alle Teile des Wickopschen Anbaus niedergelegt. Der Wiederaufbau des Couvenschen Ballsaales erfolgte in den späten 1960er Jahren. Die Frontseite der Neuen Redoute zur Komphausbadstraße wurde entsprechend den Bauplänen von Couven wiederhergestellt, während die Gartenfassade nach den Entwurfszeichnungen Wickops gestaltet wurde. An der Westseite wurde 1970 der sogenannte Brückenbau angefügt, der die neu errichtete Kurhausstraße überspannt. Die fensterlosen Betonflächen sind mit Aluminiumgussplatten nach Entwürfen von Ernst Wille verkleidet.

## Kurhausgarten

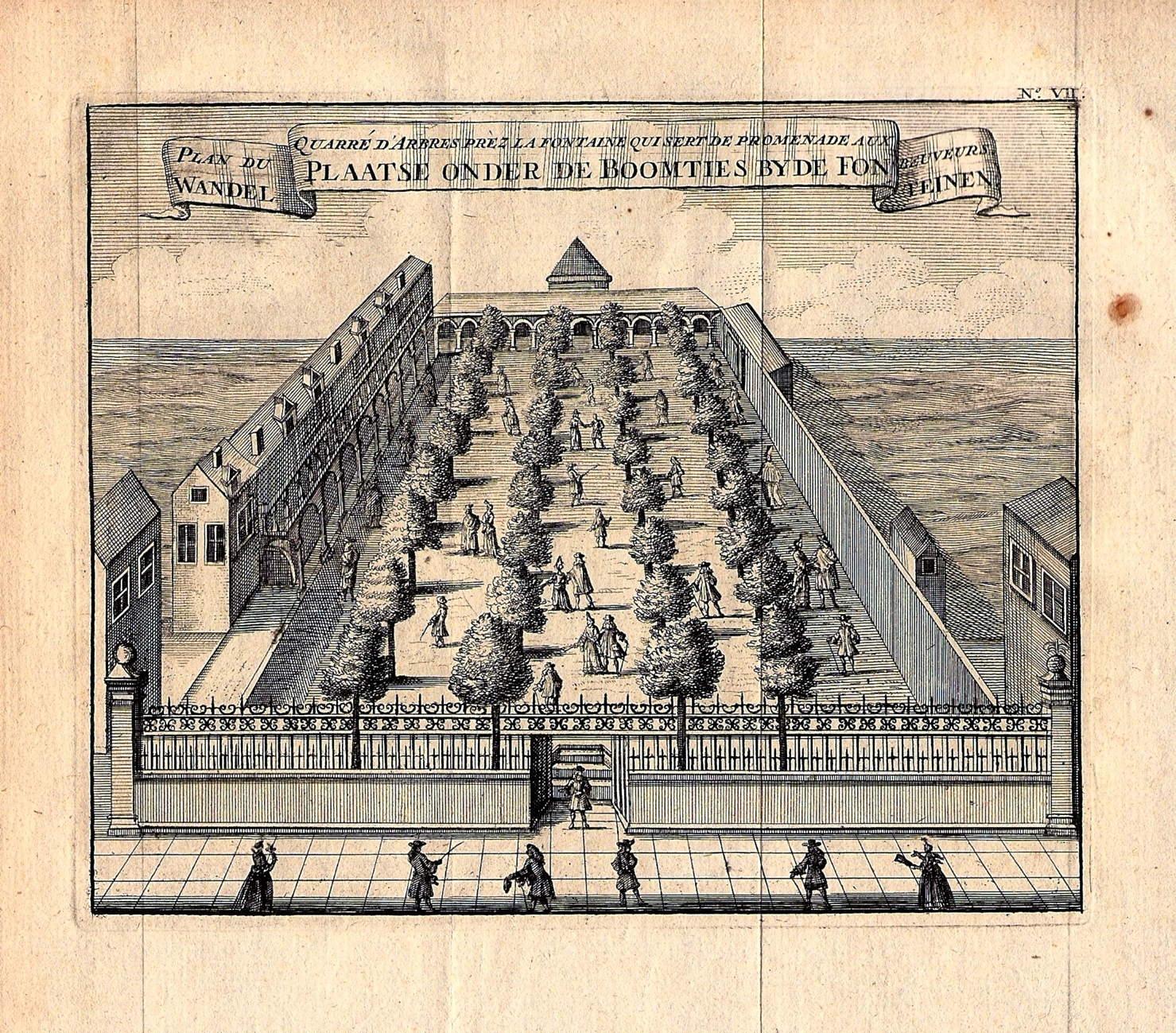
Kurhausgarten hinter der Komphausbadstraße 1736

Der Garten hinter dem Kurhaus wurde schon im 17. Jahrhundert als so genannter Promenierplatz für Kurgäste genutzt. Eine der frühesten Darstellungen des Gartens aus dem Jahr 1736 findet sich bei Pöllnitz.
Nach dem Bau der Neuen Redoute wurden in den Kurhausgarten auch die Thermaltrinkbrunnen und die Aborte verlegt. Die Gartenfläche wurde vielseitig als Ausstellungsfläche und Bendplatz genutzt. Im September 1804 besuchte Napoléon Bonaparte hier eine Industrieausstellung der örtlichen Manufakturen.
Der Thermaltrinkbrunnen in der Gartenanlage wurde nach Fertigstellung des Elisengartens um 1855 endgültig geschlossen. Der ehemalige Kurgarten wurde seit dieser Zeit als Gartenrestaurant genutzt. Nach dem Zweiten Weltkrieg verwilderte der Garten zunächst, musste 1961 der Neuanlage der Kurhausstraße weichen.

## Nutzung

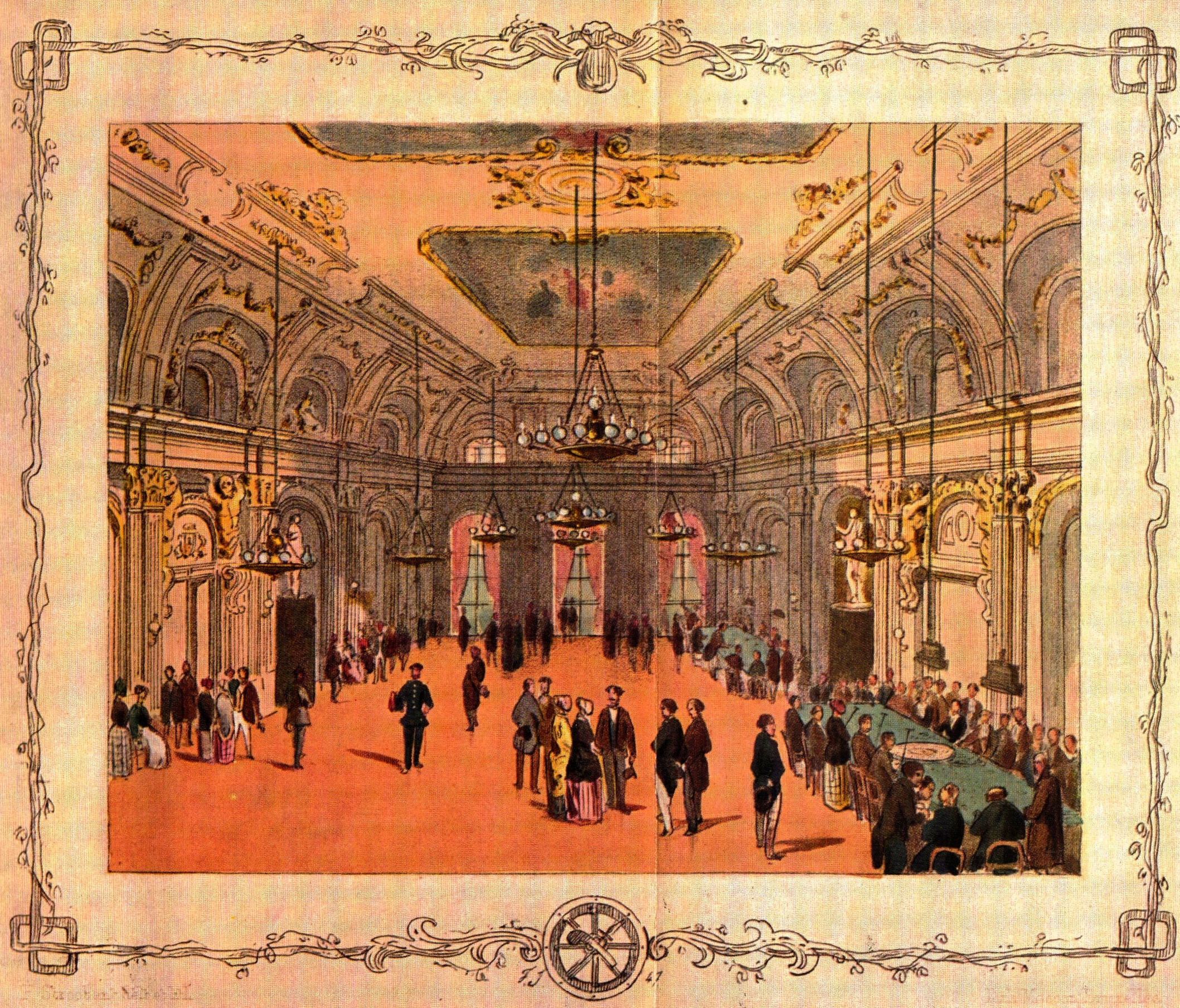
Spielsaal in der Redoute nach Francois Stroobant 1848

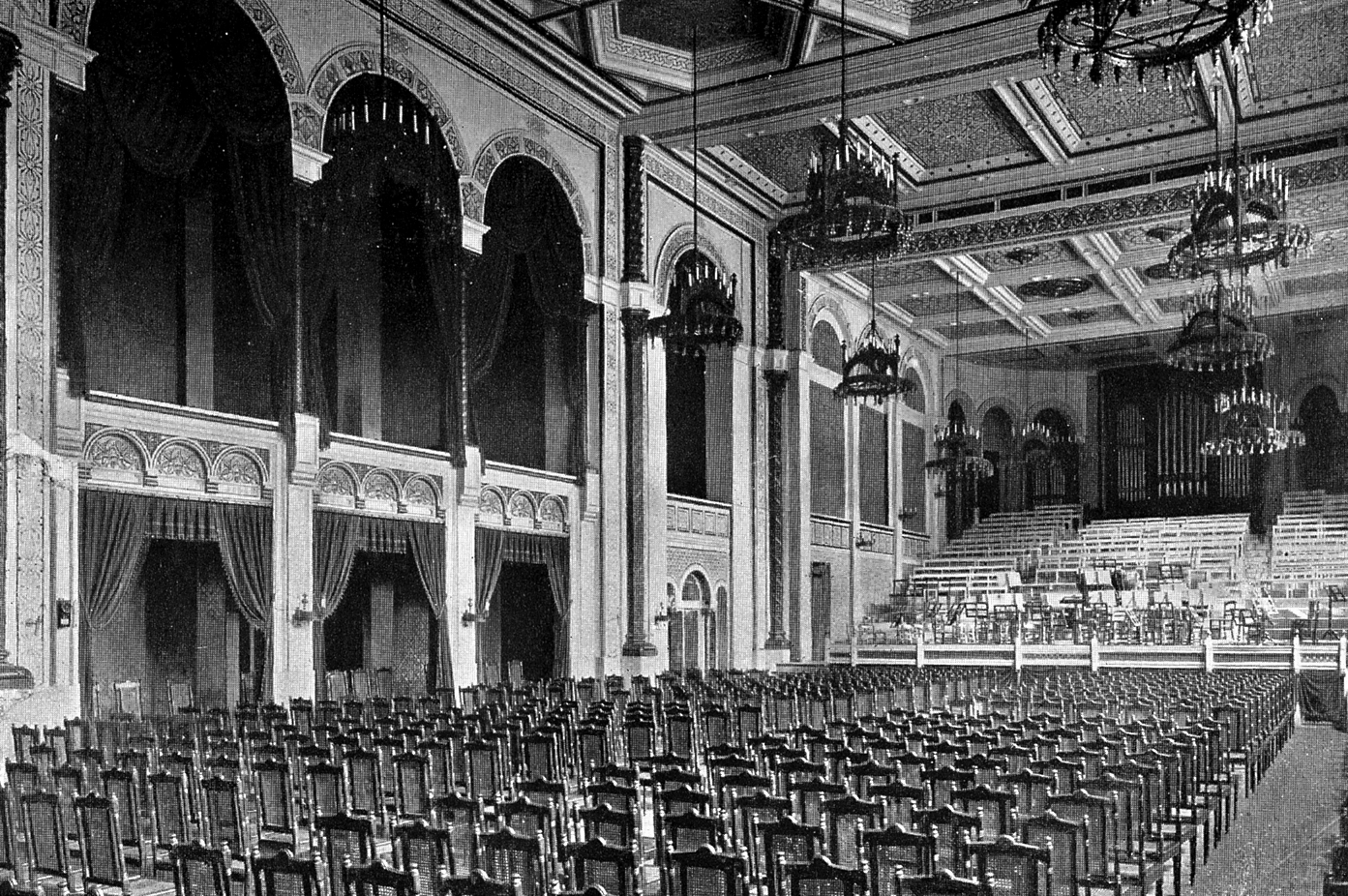
Großer Konzertsaal, 1863/64 errichtet

Im Jahr 1785 erwarb Richard Reumont, ein Spielbankpächter und Hotelwirt, eine Konzession zum Betrieb einer Spielbank in dem Gebäude. Mit dem Erlös aus den Gewinnen der Spielbank verpflichtete sich Reumont 1793 auf 15 Jahre die Redoute instand zu halten, ein Komödienhaus zu errichten, die Stadt-Promenaden zu reinigen, einen Trinkbrunnen am Bergdriesch anzulegen und Gelder für das Armenhaus und die Kornkasse zu stiften.
Unter der napoléonischen Herrschaft wurde kurzzeitig mehrfach die Spielbank verboten und vom 20. Dezember 1794 bis 29. Januar 1795 in der Redoute der Tempel der Vernunft eingerichtet. Zahlreiche Bälle und Konzerte, unter anderem im Beisein von Napoléon Bonaparte und Kaiserin Joséphine, wurden während der Franzosenzeit im Großen Saal veranstaltet.
Während der darauf folgenden preußischen Zeit diente der große Saal der Neuen Redoute vorwiegend für festliche Bälle und Bankette bei Staatsbesuchen sowie für Konzerte. Während des Aachener Kongresses fanden in der Redoute zahlreiche Bälle statt, u. a. am 4. Oktober 1818 zum Namenstag von Kaiser Franz von Österreich sowie am 2. November 1818 zur Verabschiedung der in Aachen weilenden Monarchen.
Im Jahr 1832 genehmigte König Friedrich Wilhelm III. die Wiederaufnahme des Spielbankbetriebes. Der Vertrag zwischen der Stadt Aachen und der Aktiengesellschaft der Spielbanken-Entreprise von Aachen sah bis 1841 eine jährliche Pacht von 10.500 Talern zuzüglich eines Drittels des Reingewinns vor. Nachdem die Stadt Aachen die Redoute 1841 für 42.000 Taler gekauft hatte, führte sie das Spielbankgeschäft auf eigene Rechnung weiter.
Der preußische König verbot 1849 der Stadt, die Spielbank weiter zu führen. Bereits 1850 wurde die Spielbank in den Räumen erneut eröffnet, nachdem die Stadt die Neue Redoute zum Kurhaus und Vereinigungspunkt für die Saisongäste erklärt und das neu geschaffene Kurkomitee die Unterhaltung für die Kurgäste incl. des Glücksspiels organisiert hatte.
Nachdem der preußische König 1854 ein allgemeines Glücksspielverbot erlassen hatte, wurde die Spielbank in der Neuen Redoute endgültig geschlossen. In den darauf folgenden 15 Jahren hatte die Stadt daraufhin einen Einbruch der Kurgastzahlen von 50 % zu verkraften.
Nach der Errichtung des Anbaus an die Redoute fanden ab 1864 regelmäßig Konzertveranstaltungen im Rahmen des Niederrheinischen Musikfestes statt. Bereits zuvor wurden im Ballsaal Konzerte durch berühmte Musiker gegeben, so gastierte u. a. am 28. November 1836 Johann Strauss (Vater) mit seinem Orchester im Saal der Neuen Redoute. Einer der bekanntesten damaligen Dirigenten, der Konzerte in diesem Gebäude leitete, war Peter Raabe. Ihm folgte der zu dieser Zeit noch recht unbekannte Herbert von Karajan. Beide eröffnen die Liste der Aachener Generalmusikdirektoren, die im Rahmen der Aachener Musikdirektion, die eine Sektion des Theater Aachen ist, für die Gestaltung des Aachener Musiklebens verantwortlich ist.
Im Zuge des Umbaus Anfang des 20. Jahrhunderts wurden in der Neuen Redoute mehrere gastronomische Einrichtungen und Lesekabinette geschaffen.
Nach der Einweihung des Neuen Kurhauses Aachen im Jahr 1916 übernahm die Neue Redoute die Funktion des Städtischen Konzerthauses.
Nach dem Wiederaufbau Ende der 1960er Jahre beherbergte das Alte Kurhaus bis 1990 das Kunstmuseum für Moderne Kunst Neue Galerie – Sammlung Ludwig (seit 1991 Ludwig Forum für Internationale Kunst an anderer Stelle). Der Westflügel mit der Klangbrücke wurde dann zur Bühne und Zentrum für moderne Musik. Die Gesellschaft für Zeitgenössische Musik Aachen e. V. hat hier ihren Sitz.
Der Ballsaal des Alten Kurhauses wird heute vom Kulturbetrieb der Stadt Aachen als Veranstaltungsort für zahlreiche Veranstaltungen genutzt, unter anderem die Vortragsreihe Wort trifft Musik, Weltklassik am Klavier, die jährliche Tierschutzgala und zahlreiche Karnevalsveranstaltungen. Der große Ballsaal sowie der Bach- und Händelsaal können auch für private Veranstaltungen genutzt werden, im Glucksaal befindet sich heute eine Küche, während im Mozartsaal in der Regel technisches Equipment gelagert wird. Neben gastronomischen Einrichtungen in den Arkaden befinden sich im Obergeschoss der Neuen Redoute heute Räumlichkeiten des Aachener Karnevalsvereins (AKV) sowie die stadthistorische Sammlung Crous.

## Denkmälerverzeichnis
Im Jahr 1977 wurde das Alte Kurhaus (Neue Redoute) vom Landeskonservator Rheinland im Denkmälerverzeichnis eingetragen:
Komphausbadstr.15
1782–1786 (Jak. Couven), Wiederaufbau;
3-geschossig in 7 Achsen und Mansarddach, 3-achsiger Mittelrisalit mit geschwungenem Giebel; im EG offene Arkaden; Backstein mit Putzgliederung.